# Еланский (Саратовская область)
Еланский — посёлок в Самойловском районе Саратовской области. Входит в состав сельского поселения Святославское муниципальное образование.

## География
Находится на левом берегу реки Елань на расстоянии примерно 28 километров по прямой на запад-северо-запад от районного центра поселка Самойловки.

## История
Официальная дата основания 1884 год.

## Население
Постоянное население составило 80 человека (русские 94%) в 2002 году, 71 в 2010.